# Ротацизм
Ротацизм (лат. rhotacismus) — у логопедії це неправильна вимова звуків [р], [р']; гаркавість або нечіткість у вимові цих звуків. Ротацизм є одним з видів дислалії. У результаті великої складності артикуляційної роботи, зокрема язика, спостерігаються такі варіанти ротацизму: відсутність вимови звуків, носова вимова, двогубна вимова (з вібрацією або без неї), горлова, одноударна або глуха. Також виділяють окремий різновид — параротацизм. За способом вираження розрізняють білабіальний, боковий та велярний ротацизм.
Найчастіше зустрічається серед дітей та у носіїв шведської, фінської, угорської, італійської, польської, болгарської, румунської, іспанської, російської, української та інших мов, яким притаманний дрижачий приголосний звук (зазвичай ясенний дрижачий).
Позбутися ротацизму можна за допомогою занять з логопедом або самостійно, виконуючи вправи для поліпшення дикції, наприклад, артикуляційну гімнастику.
У мовознавстві ротацизм це чергування приголосних, яке полягає в переході зубних «з», «с», «л» у сонорний «р». В українській лінгвістиці ротацизм зумовлений комбінаторними звуковими змінами, народною етимологією та аналогією. Засвідчується в усіх говорах української мови.